# Iporanga
Iporanga este un oraș în São Paulo (SP), Brazilia.